# Michael Stevenson (Radsportler)

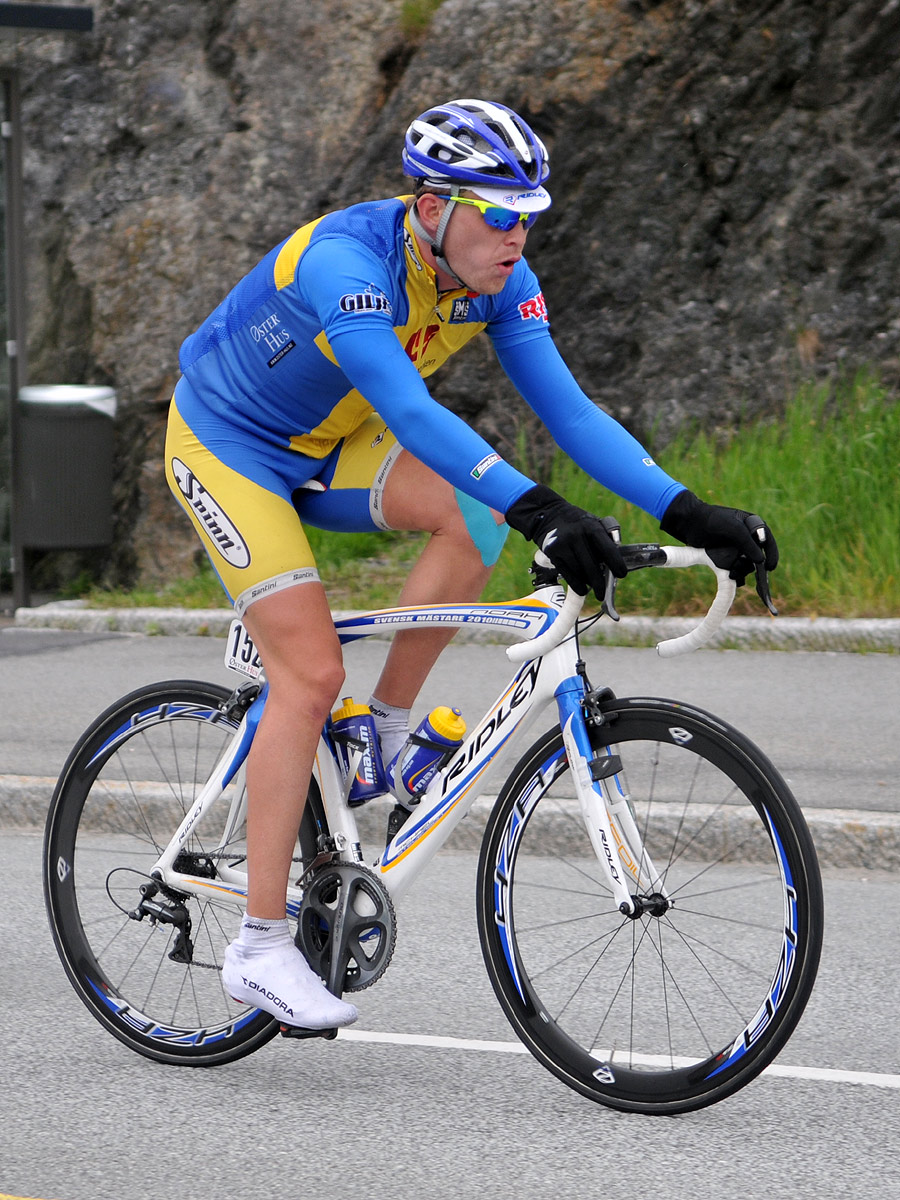
Michael Stevenson

Michael Stevenson (* 10. Juli 1984 in Säffle) ist ein ehemaliger schwedischer Straßenradrennfahrer.

## Werdegang
Michael Stevenson begann seine Karriere 2004 bei dem dänischen GS-III-Team CK Kronborg Pro. 2006 wechselte er zu dem Continental Team Amore & Vita-McDonald's. In der Saison 2007 wurde er schwedischer Meister in der Estafette. Von 2009 bis 2011 fuhr Stevenson für die norwegische Mannschaft Sparebanken Vest-Ridley. In seinem ersten Jahr dort gewann er die Solleröloppet und 2010 wurde er schwedischer Meister im Straßenrennen sowie erneut Sieger im Solleröloppet.
Ende der Saison 2013 beendete er seine Karriere als Radrennfahrer.

## Erfolge
2007
- Schwedischer Meister – Estafette (mit Christofer Stevenson und Tony Widing)

2010
- Schwedischer Meister – Straßenrennen

## Teams
- 2004 CK Kronborg Pro

- 2006 Amore & Vita-McDonald’s
- 2007 Amore & Vita-McDonald’s
- 2008 Amore & Vita-McDonald’s
- 2009 Sparebanken Vest-Ridley
- 2010 Sparebanken Vest-Ridley
- 2011 Sparebanken Vest-Ridley
- 2012 Team Concordia Forsikring-Himmerland
- 2013 Concordia Forsikring-Riwal (bis 5. Juni)
- 2014 Motala AIF CK